# Emanuele Cestari
Emanuele Cestari (Bondeno, 3 aprile 1975) è un politico italiano.

## Biografia
Vive a Bondeno in provincia di Ferrara; ha conseguito il diploma di perito industriale ed è dipendente di RFI.

### Attività politica
Iscritto alla Lega Nord sin dal 2008, dal 2009 è assessore comunale a Bondeno con delega al bilancio, prima nella Giunta del sindaco Alan Fabbri (2009-2015), poi in quella del sindaco Fabio Bergamini (2015-2020) e successivamente con il sindaco f.f. Simone Saletti. In queste ultime due ha avuto le deleghe anche alla sicurezza locale e alle risorse umane.
È segretario comunale di Bondeno (FE) della Lega Nord e componente del Dipartimento Federale Economia.
Nel 2014 è stato candidato alle elezioni europee nella circoscrizione Italia nord-orientale.

#### Elezione a deputato
Alle elezioni politiche del 2018 è eletto alla Camera dei Deputati nel collegio uninominale di Cento, sostenuto dal centro-destra (in quota Lega).
È componente della V Commissione (Bilancio, tesoro e programmazione), della Giunta per le elezioni e della Commissione parlamentare di inchiesta sul sistema bancario e finanziario.